# يوجين أونيل جونيور
يوجين أونيل جونيور (بالإنجليزية: Eugene O'Neill, Jr.)‏ هو عالم لغوي كلاسيكي وأستاذ جامعي أمريكي، ولد في 5 مايو 1910 في نيويورك في الولايات المتحدة، وتوفي في 25 سبتمبر 1950 في وودستوك ‏ في الولايات المتحدة.

## وصلات خارجية
- يوجين أونيل جونيور على موقع قاعدة بيانات برودواي على الإنترنت (الإنجليزية)